# Xerus princeps
Xerus princeps là một loài động vật có vú trong họ Sóc, bộ Gặm nhấm. Loài này được Thomas mô tả năm 1929. Đây là loài bản địa của tây nam Angola, tây Namibia, và tây Nam Phi.